# Natale con Holly
Natale con Holly (Christmas with Holly) è un film del 2012 diretto da Allan Arkush, adattamento del romanzo Come finiscono le favole (2010) di Lisa Kleypas.

## Trama
Holly Nagle non parla più da quando sua madre è morta in un tragico incidente d'auto. Suo zio e tutore legale, Mark Nagle, decide che è tempo per lui e Holly di iniziare una nuova vita. Lo fanno spostandosi da Seattle al Friday Harbor per vivere con i fratelli di Mark. Mentre sono lì, Mark e Holly incontrano Maggie Conway, che si è appena trasferita a Friday Harbor. Maggie lascia la città dopo essere stata lasciata all'altare dal suo fidanzato e apre un negozio di giocattoli. Insieme, queste tre anime perdute si scoprono e le vite che hanno sempre sognato di poter avere.